# En salig samling
En salig samling är en samlingsskiva från 1999 där svenska artister tolkar Frälsningsarméns mest kända sånger.
Skivan gavs ut i december 1999 av Frälsningsarméns socialtjänst i Göteborg, och bland artisterna märks bland andra Stefan Sundström, Åsa Gustafsson, Carl-Einar Häckner, Mirja Burlin, Louise Hoffsten, Sam Vesterberg, Incka Ullén, Totta Näslund, Stonefunkers och Freddie Wadling. 
Alla artister, musiker, ljudtekniker, musikstudior och övriga involverade i projektet medverkade helt utan ersättning. En salig samling såldes i 240 000 exemplar och inbringade sexton miljoner kronor, vilket oavkortat gick till Frälsningsarméns sociala hjälparbete. 
Skivan grammisnominerades år 2001.